# Картузький повіт
Картузький повіт (пол. powiat kartuski) — один з 16 земських повітів Поморського воєводства Польщі.
Утворений 1 січня 1999 року в результаті адміністративної реформи.

## Загальні дані
Повіт знаходиться у центральній частині воєводства.
Адміністративний центр — місто Картузи.
Станом на 1.01.2008 населення становить 112 221 осіб, площа 1120,54 км².

## Демографія
Демографічні дані повіту станом на 30.06.2005:
|       | Всього  | Всього | Жінки  | Жінки | Чоловіки | Чоловіки |
| ----- | ------- | ------ | ------ | ----- | -------- | -------- |
|       | осіб    | %      | осіб   | %     | осіб     | %        |
| Повіт | 107 859 | 100    | 53 929 | 50    | 53 930   | 50       |
| Міста | 21 690  | 100    | 11 233 | 51,8  | 10 457   | 48,2     |
| Села  | 86 169  | 100    | 42 696 | 49,5  | 43 473   | 50,5     |